# Condé Montrose Nast
Condé Montrose Nast (26 de março de 1873 – 19 de setembro de 1942) foi um editor americano, empresário e magnata da comunicação. Ele fundou a Condé Nast, um conglomerado de mídia, agora subsidiária da Advance Publications, publicando e mantendo marcas como Vanity Fair, Vogue e The New Yorker.

## Início
Batizado em homenagem a seu tio, Condé Montrose Nast nasceu na cidade de Nova York numa famíla com origens no meio-oeste americano. Seu pai, William Frederick Nast — filho do líder metodista nascido na Alemanha William Nast — era um inventor que trabalhou como adido americano em Berlim. Sua mãe, Esther A. Benoist, era filga do banqueiro de St. Louis, Louis Auguste Benoist, e descendente de uma família proeminente francesa que emigrou para o Canadá e dali para o Missouri. Ele tinha três irmãos.
A tia de Nast financiou seus estudos na Universidade de Georgetown, onde ele se graduou em 1894. Durante seus estudos, ele foi o primeiro presidente do então recente diretório estudantil, denominado "The Yard", além de ter sido membro da organização de debates de Georgetown a Philodemic Society. Ele ficou por mais um ano ali, até concluir o mestrado em1895. Em seguida, ele obteve a gradução em Direito na Universidade Washington em St. Louis em 1897.

## Carreira
Nast não se deu muito bem com o Direito e após graduar-se conseguiu um emprego com um ex-colega da Georgetown, Robert Collier, como gerente de publicidade para a Collier's Weekly. Ao longo de uma década, Nast multiplicou a receita de publicidade do semanário em 100 vezes. Ele publicou livros e a Lippincott's Monthly Magazine com Robert M. McBride. Após sair da Collier's, Nast comprou a Vogue, à época uma pequena revista da sociedade nova-iorquina, transformando-a numa das mais importantes revistas de moda dos Estados Unidos.
Ele então transformou a Vanity Fair em uma revista sofisticada de interesse geral, com o auxílio de seu amigo Frank Crowninshield, que foi seu editor e grande influência por mais de 20 anos. Publicou o trabalho de muitos escritores, assim como mostrou reproduções de arte moderna.
Nast eventualmente veio a ser dono de um grande catálogo de revistas que incluíam House & Garden, as edições britância, francesa e argentina da Vogue, Le Jardin des Modes, e Glamour – a última revista que entrou no catálogo enquanto ele estava vivo. Enquanto outros editores simplesmente focavam em aumentar a vendagem e a circulação de suas revistas, Nast focava nos grupos de leitores pela condição financeira ou pelos interesses comuns. Entre as pessoas de sua equipe estavam Edna Woolman Chase, que foi chefe de reportagem da Vogue, assim como Dorothy Parker e Robert Benchley.

## Vida pessoal

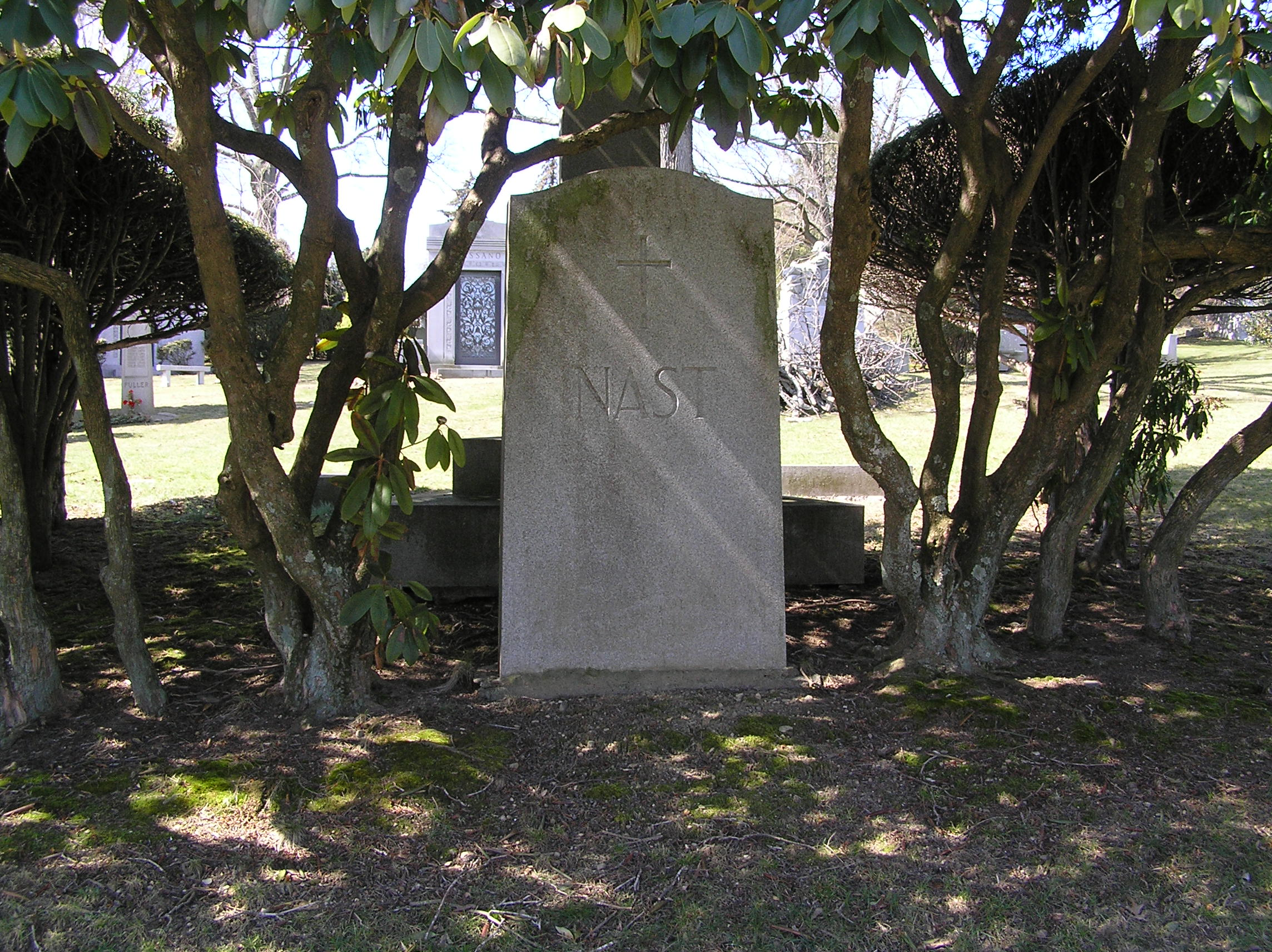
O túmulo de Nast no cemitério Gate of Heaven

Nast foi casado por duas vezes. Sua primeira esposa foi Clarisse Coudert, a herdeira do escritório de advocacia Coudert Brothers que se tornou estilista. Eles casaram-se em 1902, tiveram dois filhos, separaram-se em 1919 e divorciaram-se em 1925.
Sua segunda esposa foi Leslie Foster, neta do governador do então Território do Wyoming George W. Baxter. Eles casaram-se em 1928, quando ela contava 20 anos e ele, 55, tiveram um filho e divorciaram-se por volta de 1932.
Entre 1932 e 1936, a companheira de Nast foi uma das colaboradoras para a Vanity Fair, Helen Brown Norden.
Ele quase se arruinou completamente pela Grande Depressão e passou os últimos anos de sua vida lutando para recuperar sua prosperidade anterior. Condé Nast faleceu em 19 de setembro de 1942 e está enterrado no Gate of Heaven Cemetery em Hawthorne, Nova York. Seu túmulo está situado na seção 25, próximo a Babe Ruth e Billy Martin.